# Tholen (otok)
Tholen je nekdanji otok v provinci Zeeland, ki je skupaj z nekdanjim otokom Sint Filipsland del občine Tholen.
Otok Tholen je obdan z naslednjimi vodami:
- Krabbenkreek med otokoma Tholen in Sint Filipsland
- Mastgat in Keeten med otokoma Tholen in Schouwen-Duiveland
- Oosterschelde
- Enotnost

Potem ko je bil prekop Šelda-Ren speljan skozi Eendracht (1963-1975) in je potekala gradnja Oesterdama (1979-1986), je to namesto Eendracht postalo:
- Kanal Šelda -Ren in Zoommeer, na meji Zelandije in Severnega Brabanta

## Zgodovina
Tholen izvira iz številnih otokov, ki so nastali z melioracijo slanih močvirij v 12. stoletju. Otok Schakerloo se omenja že leta 1212, otok Stavenisse pa leta 1206. Do 13. stoletja je Tholen sestavljalo pet otokov, ki so se postopoma združili z zajezitvijo in melioracijo. Bile so resne poplave, zlasti v 16. stoletju, vendar so nove melioracije sčasoma ustvarile otok, sestavljen iz mesta (Tholen) in številnih vasi. Tholen je pripadal grofiji Zeelandija . Reformacija je v Tholen vstopila okoli leta 1577.
Do leta 1928 je Tholen ostal otok, do katerega je bilo mogoče priti le s trajektom iz Halsterena na obali Severnega Brabanta. Tega leta so odprli most čez Eendracht.
Poplave so se pojavljale med drugo svetovno vojno, leta 1953 pa je otok, predvsem mesto Stavenisse, kjer se je utopilo 153 ljudi, prizadela poplava.
Dandanes (začetek 21. stoletja) včasih v poletnih mesecih plujejo trajekti iz Gorishoeka (Sint Maartensdijk) v Yerseke in iz Sint Annaland v Zijpe blizu Bruinisse.
Povezave:
- Krabbenkreekdam, povezava s Sint Filipslandom, ločuje Krabbenkreek od kanala Šelda-Ren.
- Dva mosta čez kanal Šelda-Ren, povezava z zahodnim severnim Brabantom, blizu Oud-Vossemeerja in mesta Tholen
- Oesterdam, povezava z Zuid-Bevelandom, ločuje Oosterschelde od Zoommeerja

Kraji na otoku Tholen:
- Tholen
- Oud-Vossemeer
- Poortvliet
- Scherpenisse
- Sint-Maartensdijk
- Stavenisse
- Sint-Annaland